# Yūka Aisaka
Yūka Aisaka (jap. 相坂 優歌 Aisaka Yūka; ur. 5 września 1990 w prefekturze Chiba) – japońska seiyū i piosenkarka, pracująca dla agencji Apte Pro.

## Filmografia
- Amagi Brilliant Park (2014), Muse[3]
- Ore, Twintail ni narimasu. (2014), Tail Blue[4]
- Sakura Trick (2014), Kotone Noda[5]
- Jinsei (2014), Nanase
- Seikoku no Dragonar (2014), Orletta Blanc
- Etotama (2015), Usatan[6]
- Jōkamachi no Dandelion (2015), Hana Satō[7]
- Rakudai kishi no Cavalry (2015), Kagami Kusakabe[8]
- Shomin Sample (2015), Kae Tōjō
- Active Raid (2016), Hinata Yamabuki[9]
- Ange Vierge (2016), Miumi Hinata (odc. 1–4, 11–12)[10]
- Mayoiga (2016), Masaki[11]
- Kemono Friends (2017), Lis srebrny (odc. 9–10, 12)
- Minami Kamakura kōkō joshi jitensha-bu (2017), Chika Watanabe
- Sagrada Reset (2017), Eri Oka[12]
- Net-juu no susume (2017), Lilac[13]
- Uma Musume Pretty Derby (2018), Narita Brian[14]
- Magia Record (2020), Mayu Kozue (odc. 3)
- Princess Connect! Re:Dive sezon 2 (2022), Ameth[15]
- Mahō shōjo ni akogarete (2024), Matama Akoya/Loco Musica[16]

### ONA
- Sword Gai: The Animation (2018), Sayaka Ogata
- MILGRAM (2020), Yuno Kashiki[17]

### Gry wideo
- Girls’ Frontline (2014) Type88, AR-57
- Ange Vierge: The Second Disciplinary Committee Girls Battle (2014), Miumi Hinata
- Atelier Sophie: The Alchemist of the Mysterious Book (2015), Sophie Neuenmuller[18]
- Princess Connect (2015), Fio, Nebbia
- Idol Connect: Asterisk*Live! (2016), Yui Sezuki
- Warriors All-Stars (2017) Sophie Neuenmuller
- Magia Record (2018), Mayu Kozue
- Princess Connect! Re:Dive (2018), Ameth, Nebbia
- World Flipper (2020), Stella
- Gate of Nightmares (2022), Kirara
- Atelier Sophie 2: The Alchemist of the Mysterious Dream (2022), Sophie Neuenmuller[19]
- D4DJ (2022), Sophia[20]